# Roseland (Califòrnia)
Roseland és una concentració de població designada pel cens dels Estats Units a l'estat de Califòrnia. Segons el cens del 2000 tenia 6.369 habitants.

## Demografia
Segons el cens del 2000, Roseland tenia 6.369 habitants, 1.847 habitatges, i 1.348 famílies. La densitat de població era de 2.319,9 habitants/km².
Dels 1.847 habitatges en un 44,9% hi vivien nens de menys de 18 anys, en un 48% hi vivien parelles casades, en un 17,1% dones solteres, i en un 27% no eren unitats familiars. En el 19,4% dels habitatges hi vivien persones soles el 6% de les quals corresponia a persones de 65 anys o més que vivien soles. El nombre mitjà de persones vivint en cada habitatge era de 3,36 i el nombre mitjà de persones que vivien en cada família era de 3,76.
Per edats la població es repartia de la següent manera: un 31,6% tenia menys de 18 anys, un 10,8% entre 18 i 24, un 32,8% entre 25 i 44, un 17,5% de 45 a 60 i un 7,3% 65 anys o més.
L'edat mediana era de 30 anys. Per cada 100 dones de 18 o més anys hi havia 93,6 homes.
La renda mediana per habitatge era de 45.955 $ i la renda mediana per família de 46.799 $. Els homes tenien una renda mediana de 31.000 $ mentre que les dones 26.449 $. La renda per capita de la població era de 14.577 $. Entorn de l'11,8% de les famílies i el 17,3% de la població estaven per davall del llindar de pobresa.

## Poblacions més properes
El següent diagrama mostra les poblacions més properes.